# Sail-les-Bains
Sail-les-Bains är en kommun i departementet Loire i regionen Auvergne-Rhône-Alpes i centrala Frankrike. Kommunen ligger i kantonen La Pacaudière som tillhör arrondissementet Roanne. År 2022 hade Sail-les-Bains 208 invånare.

## Befolkningsutveckling
Antalet invånare i kommunen Sail-les-Bains
| Referens: INSEE |